# Marek Valášek (sbormistr)
Marek Valášek (* 24. února 1969) je český sbormistr, dirigent a vysokoškolský pedagog.
Na HAMU studoval dirigování, na Pedagogické fakultě UK obory hudební výchova – sbormistrovství a na Týnské škole v Praze obor regenschori.
V roce 2022 se na JAMU habilitoval v oboru hudební umění a získal titul docenta.
Od roku 2011 je vedoucím oddělení sbormistrovství na Pedagogické fakultě UK a od roku 2018 vedoucím katedry. Pedagogicky působí i na Pražské konzervatoři. Vede soubor Piccolo coro & Piccola orchestra.